# Anaxipha platyptera
Anaxipha platyptera är en insektsart som beskrevs av Morgan Hebard 1928. Anaxipha platyptera ingår i släktet Anaxipha och familjen syrsor. Inga underarter finns listade i Catalogue of Life.